# Liste der Nummer-eins-Hits in Australien (1997)
Diese Liste enthält alle Nummer-eins-Hits in Australien im Jahr 1997. Grundlage sind die Top 50 der australischen Charts der ARIA. Es gab in diesem Jahr 12 Nummer-eins-Singles und 16 Nummer-eins-Alben.

## Singles
| ← 1996 ← | Liste der Nummer-eins-Hits in Australien | Liste der Nummer-eins-Hits in Australien | Liste der Nummer-eins-Hits in Australien | 1998 →                    |
| \| Zeitraum \| Wo. ges. \| Interpret \| Titel Autor(en) \| Zusätzliche Informationen \| \| (Zeitraum, Wochen auf Platz eins, Interpret, Titel, Autor[en], zusätzliche Informationen) \| \| \| \| \| \| ----------------------------------------------------------------------------------------- \| -------- \| ---------------------------------- \| --------------------------------------------------------------------------------------------------------------------------------------------------------------------------------- \| ------------------------- \| \| 2. November 1996 – 18. Januar 1997 11 Wochen \| 11 \| Spice Girls \| Wannabe Matthew Paul Rowbottom, Richard Frederick Stannard, Melanie Janine Brown, Victoria Caroline Beckham, Geraldine Estelle Halliwell, Emma Lee Bunton, Melanie Jayne Chisholm \| – \| \| 19. Januar 1997 – 26. Januar 1997 2 Wochen \| 2 \| Savage Garden \| To the Moon and Back Daniel Jones, Darren Stanley Hayes \| – \| \| 19. Januar 1997 – 8. Februar 1997 3 Wochen \| 3 \| Silverchair \| Freak Daniel Paul Johns \| – \| \| 9. Februar 1997 – 5. April 1997 8 Wochen \| 8 \| No Doubt \| Don’t Speak Gwen Renee Stefani, Eric Matthew Stefani \| – \| \| 6. April 1997 – 31. Mai 1997 8 Wochen \| 8 \| Savage Garden \| Truly, Madly, Deeply Daniel Jones, Darren Stanley Hayes \| – \| \| 1. Juni 1997 – 2. August 1997 9 Wochen \| 9 \| Hanson \| MMMBop Clarke Isaac Hanson, Jordan Taylor Hanson, Zachary Walker Hanson \| – \| \| 3. August 1997 – 6. September 1997 5 Wochen \| 5 \| Puff Daddy feat. Faith Evans & 112 \| I’ll Be Missing You Faith Renee Evans, Gordon Matthew Sumner, Todd Gaither \| – \| \| 7. September 1997 – 4. Oktober 1997 4 Wochen \| 4 \| Will Smith \| Men in Black Willard C. Smith, Patrice L. Rushen, Terri McFaddin, Fred Douglas Washington Jr. \| – \| \| 5. Oktober 1997 – 15. November 1997 6 Wochen \| 6 \| Elton John \| Candle In The Wind '97 Elton John, Bernie Taupin \| – \| \| 16. November 1997 – 6. Dezember 1997 3 Wochen \| 3 \| Aqua \| Barbie Girl Musik: Søren Rasted, Claus Norreen; Text: Søren Rasted, Claus Norreen, René Dif, Lene Crawford Nystrøm \| – \| \| 7. November 1997 – 27. Dezember 1997 7 Wochen \| 7 \| Chumbawamba \| Tubthumping Judith Abbott, Duncan Bruce, Darren James Hamer, Louise Watts, Allan Mark Whalley, Nigel Hunter, Anne Holden, Paul Alexis Greco \| – \| \| 28. Dezember 1997 – 14. Februar 1998 7 Wochen \| 7 \| Aqua \| Doctor Jones Musik: Anders Øland, Søren Rasted, Claus Norreen; Text: René Dif \| – \| |                                          |                                          | |                           |
| ← 1996 |                                          |                                          | | → 1998 →                  |
| Zeitraum | Wo. ges.                                 | Interpret                                | Titel Autor(en) | Zusätzliche Informationen |
| (Zeitraum, Wochen auf Platz eins, Interpret, Titel, Autor[en], zusätzliche Informationen) |                                          |                                          | |                           |
| 2. November 1996 – 18. Januar 1997 11 Wochen | 11                                       | Spice Girls                              | Wannabe Matthew Paul Rowbottom, Richard Frederick Stannard, Melanie Janine Brown, Victoria Caroline Beckham, Geraldine Estelle Halliwell, Emma Lee Bunton, Melanie Jayne Chisholm | –                         |
| 19. Januar 1997 – 26. Januar 1997 2 Wochen | 2                                        | Savage Garden                            | To the Moon and Back Daniel Jones, Darren Stanley Hayes | –                         |
| 19. Januar 1997 – 8. Februar 1997 3 Wochen | 3                                        | Silverchair                              | Freak Daniel Paul Johns | –                         |
| 9. Februar 1997 – 5. April 1997 8 Wochen | 8                                        | No Doubt                                 | Don’t Speak Gwen Renee Stefani, Eric Matthew Stefani | –                         |
| 6. April 1997 – 31. Mai 1997 8 Wochen | 8                                        | Savage Garden                            | Truly, Madly, Deeply Daniel Jones, Darren Stanley Hayes | –                         |
| 1. Juni 1997 – 2. August 1997 9 Wochen | 9                                        | Hanson                                   | MMMBop Clarke Isaac Hanson, Jordan Taylor Hanson, Zachary Walker Hanson | –                         |
| 3. August 1997 – 6. September 1997 5 Wochen | 5                                        | Puff Daddy feat. Faith Evans & 112       | I’ll Be Missing You Faith Renee Evans, Gordon Matthew Sumner, Todd Gaither | –                         |
| 7. September 1997 – 4. Oktober 1997 4 Wochen | 4                                        | Will Smith                               | Men in Black Willard C. Smith, Patrice L. Rushen, Terri McFaddin, Fred Douglas Washington Jr.                                                                                     | –                         |
| 5. Oktober 1997 – 15. November 1997 6 Wochen | 6                                        | Elton John                               | Candle In The Wind '97 Elton John, Bernie Taupin | –                         |
| 16. November 1997 – 6. Dezember 1997 3 Wochen | 3                                        | Aqua                                     | Barbie Girl Musik: Søren Rasted, Claus Norreen; Text: Søren Rasted, Claus Norreen, René Dif, Lene Crawford Nystrøm                                                                | –                         |
| 7. November 1997 – 27. Dezember 1997 7 Wochen | 7                                        | Chumbawamba                              | Tubthumping Judith Abbott, Duncan Bruce, Darren James Hamer, Louise Watts, Allan Mark Whalley, Nigel Hunter, Anne Holden, Paul Alexis Greco                                       | –                         |
| 28. Dezember 1997 – 14. Februar 1998 7 Wochen | 7                                        | Aqua                                     | Doctor Jones Musik: Anders Øland, Søren Rasted, Claus Norreen; Text: René Dif | –                         |

## Alben
| ← 1996 ← | Liste der Nummer-eins-Hits in Australien | Liste der Nummer-eins-Hits in Australien | Liste der Nummer-eins-Hits in Australien | 1998 →                    |
| \| Zeitraum \| Wo. ges. \| Interpret \| Titel \| Zusätzliche Informationen \| \| (Zeitraum, Wochen auf Platz eins, Interpret, Titel, zusätzliche Informationen) \| \| \| \| \| \| ------------------------------------------------------------------------------ \| -------- \| -------------- \| ------------------------------------ \| ------------------------- \| \| 8. Dezember 1996 – 18. Januar 1997 6 Wochen (insgesamt 10) \| 10 \| Crowded House \| Hourly, Daily \| – \| \| 19. Januar 1997 – 15. Februar 1997 4 Wochen (insgesamt 9) \| 9 \| (Soundtrack) \| Romeo & Juliet \| – \| \| 16. Februar 1997 – 22. Februar 1997 1 Woche \| 1 \| Silverchair \| Freak Show \| – \| \| 23. Februar 1997 – 15. März 1997 3 Wochen (insgesamt 9) \| 9 \| (Soundtrack) \| Romeo & Juliet \| – \| \| 16. März 1997 – 22. März 1997 1 Woche \| 1 \| U2 \| Pop \| – \| \| 23. März 1997 – 5. April 1997 2 Wochen (insgesamt 9) \| 9 \| (Soundtrack) \| Romeo & Juliet \| – \| \| 6. April 1997 – 28. Juni 1997 12 Wochen (insgesamt 19) \| 19 \| Savage Garden \| Savage Garden \| – \| \| 29. Juni 1997 – 5. Juli 1997 1 Woche \| 1 \| Faith No More \| Album of the Year \| – \| \| 6. Juli 1997 – 12. Juli 1997 1 Woche (insgesamt 19) \| 19 \| Savage Garden' \| Savage Garden \| – \| \| 13. Juli 1997 – 19. Juli 1997 1 Woche \| 1 \| The Prodigy \| The Fat of the Land \| – \| \| 20. Juli 1997 – 9. August 1997 3 Wochen (insgesamt 19) \| 19 \| Savage Garden \| Savage Garden \| – \| \| 10. August 1997 – 23. August 1997 2 Wochen \| 2 \| Hanson \| Middle of Nowhere \| – \| \| 24. August 1997 – 30. August 1997 1 Woche (insgesamt 3) \| 3 \| Tina Arena \| Hourly, Daily \| – \| \| 31. August 1997 – 6. September 1997 1 Woche \| 1 \| Oasis \| Be Here Now \| – \| \| 7. September 1997 – 13. September 1997 1 Woche (insgesamt 19) \| 19 \| Savage Garden \| Savage Garden \| – \| \| 14. September 1997 – 27. September 1997 2 Wochen (insgesamt 3) \| 3 \| Tina Arena \| Hourly, Daily \| – \| \| 28. August 1997 – 4. Oktober 1997 5 Wochen \| 5 \| Mariah Carey \| Butterfly \| – \| \| 5. Oktober 1997 – 18. Oktober 1997 2 Wochen (insgesamt 19) \| 19 \| Savage Garden \| Savage Garden \| – \| \| 19. Oktober 1997 – 25. Oktober 1997 1 Woche \| 1 \| John Farnham \| Anthology 1: Greatest Hits 1987–1997 \| – \| \| 26. Oktober 1997 – 1. November 1997 1 Woche \| 1 \| Midnight Oil \| 20,000 Watt R.S.L. \| – \| \| 2. November 1997 – 29. November 1997 4 Wochen \| 4 \| (Soundtrack) \| Die Hochzeit meines besten Freundes \| – \| \| 30. November 1997 – 20. Dezember 1997 3 Wochen (insgesamt 5) \| 5 \| Céline Dion \| Let’s Talk About Love \| – \| \| 21. Dezember 1997 – 3. Januar 1998 2 Wochen \| 2 \| The 12th Man \| Bill Lawry … This is Your Life \| – \| |                                          |                                          |                                          |                           |
| ← 1996 |                                          |                                          |                                          | → 1998 →                  |
| Zeitraum | Wo. ges.                                 | Interpret                                | Titel                                    | Zusätzliche Informationen |
| (Zeitraum, Wochen auf Platz eins, Interpret, Titel, zusätzliche Informationen) |                                          |                                          |                                          |                           |
| 8. Dezember 1996 – 18. Januar 1997 6 Wochen (insgesamt 10) | 10                                       | Crowded House                            | Hourly, Daily                            | –                         |
| 19. Januar 1997 – 15. Februar 1997 4 Wochen (insgesamt 9) | 9                                        | (Soundtrack)                             | Romeo & Juliet                           | –                         |
| 16. Februar 1997 – 22. Februar 1997 1 Woche | 1                                        | Silverchair                              | Freak Show                               | –                         |
| 23. Februar 1997 – 15. März 1997 3 Wochen (insgesamt 9) | 9                                        | (Soundtrack)                             | Romeo & Juliet                           | –                         |
| 16. März 1997 – 22. März 1997 1 Woche | 1                                        | U2                                       | Pop                                      | –                         |
| 23. März 1997 – 5. April 1997 2 Wochen (insgesamt 9) | 9                                        | (Soundtrack)                             | Romeo & Juliet                           | –                         |
| 6. April 1997 – 28. Juni 1997 12 Wochen (insgesamt 19) | 19                                       | Savage Garden                            | Savage Garden                            | –                         |
| 29. Juni 1997 – 5. Juli 1997 1 Woche | 1                                        | Faith No More                            | Album of the Year                        | –                         |
| 6. Juli 1997 – 12. Juli 1997 1 Woche (insgesamt 19) | 19                                       | Savage Garden'                           | Savage Garden                            | –                         |
| 13. Juli 1997 – 19. Juli 1997 1 Woche | 1                                        | The Prodigy                              | The Fat of the Land                      | –                         |
| 20. Juli 1997 – 9. August 1997 3 Wochen (insgesamt 19) | 19                                       | Savage Garden                            | Savage Garden                            | –                         |
| 10. August 1997 – 23. August 1997 2 Wochen | 2                                        | Hanson                                   | Middle of Nowhere                        | –                         |
| 24. August 1997 – 30. August 1997 1 Woche (insgesamt 3) | 3                                        | Tina Arena                               | Hourly, Daily                            | –                         |
| 31. August 1997 – 6. September 1997 1 Woche | 1                                        | Oasis                                    | Be Here Now                              | –                         |
| 7. September 1997 – 13. September 1997 1 Woche (insgesamt 19) | 19                                       | Savage Garden                            | Savage Garden                            | –                         |
| 14. September 1997 – 27. September 1997 2 Wochen (insgesamt 3) | 3                                        | Tina Arena                               | Hourly, Daily                            | –                         |
| 28. August 1997 – 4. Oktober 1997 5 Wochen | 5                                        | Mariah Carey                             | Butterfly                                | –                         |
| 5. Oktober 1997 – 18. Oktober 1997 2 Wochen (insgesamt 19) | 19                                       | Savage Garden                            | Savage Garden                            | –                         |
| 19. Oktober 1997 – 25. Oktober 1997 1 Woche | 1                                        | John Farnham                             | Anthology 1: Greatest Hits 1987–1997     | –                         |
| 26. Oktober 1997 – 1. November 1997 1 Woche | 1                                        | Midnight Oil                             | 20,000 Watt R.S.L.                       | –                         |
| 2. November 1997 – 29. November 1997 4 Wochen | 4                                        | (Soundtrack)                             | Die Hochzeit meines besten Freundes      | –                         |
| 30. November 1997 – 20. Dezember 1997 3 Wochen (insgesamt 5) | 5                                        | Céline Dion                              | Let’s Talk About Love                    | –                         |
| 21. Dezember 1997 – 3. Januar 1998 2 Wochen | 2                                        | The 12th Man                             | Bill Lawry … This is Your Life           | –                         |

## Jahreshitparaden
| ← 1996 ← | Liste der Nummer-eins-Hits in Australien | Liste der Nummer-eins-Hits in Australien                      | Liste der Nummer-eins-Hits in Australien | 1998 →   |
| \| Singles \| Position# \| Alben \| \| ------------------------------------------------------------------------------------------------------------------------------------------------------- \| --------- \| ------------------------------------------------------------- \| \| Candle In The Wind ’97 Elton John Elton John, Bernie Taupin \| 1 \| Savage Garden \| \| Barbie Girl Aqua Musik: Søren Rasted, Claus Norreen; Text: Søren Rasted, Claus Norreen, René Dif, Lene Crawford Nystrøm \| 2 \| Romeo & Juliet (Soundtrack) \| \| Tubthumping Chumbawamba Judith Abbott, Duncan Bruce, Darren James Hamer, Louise Watts, Allan Mark Whalley, Nigel Hunter, Anne Holden, Paul Alexis Greco \| 3 \| Middle of Nowhere Hanson \| \| I’ll Be Missing You Puff Daddy feat. Faith Evans & 112 Faith Renee Evans, Gordon Matthew Sumner, Todd Gaither \| 4 \| Spice Spice Girls \| \| MMMBop Hanson Clarke Isaac Hanson, Jordan Taylor Hanson, Zachary Walker Hanson \| 5 \| Let’s Talk About Love Céline Dion \| \| Men in Black Will Smith Willard C. Smith, Patrice L. Rushen, Terri McFaddin, Fred Douglas Washington Jr. \| 6 \| Tragic Kingdom No Doubt \| \| Truly, Madly, Deeply Savage Garden Daniel Jones, Darren Stanley Hayes \| 7 \| Pieces of You Jewel \| \| Don’t Speak No Doubt Gwen Renee Stefani, Eric Matthew Stefani \| 8 \| In Deep Tina Arena \| \| Breathe The Prodigy Musik: Liam Howlett; Text: Liam Howlett, Keith Flint, Keith Andrew Palmer \| 9 \| Falling into You Céline Dion \| \| Break My Stride Unique 2 Matthew Wilder, Gregory Prestopino \| 10 \| Songs from the South – The Very Best of Paul Kelly Paul Kelly \| |                                          |                                                               |                                          |          |
| ← 1996 |                                          |                                                               |                                          | → 1998 → |
| Singles | Position#                                | Alben                                                         |                                          |          |
| Candle In The Wind ’97 Elton John Elton John, Bernie Taupin | 1                                        | Savage Garden                                                 |                                          |          |
| Barbie Girl Aqua Musik: Søren Rasted, Claus Norreen; Text: Søren Rasted, Claus Norreen, René Dif, Lene Crawford Nystrøm | 2                                        | Romeo & Juliet (Soundtrack)                                   |                                          |          |
| Tubthumping Chumbawamba Judith Abbott, Duncan Bruce, Darren James Hamer, Louise Watts, Allan Mark Whalley, Nigel Hunter, Anne Holden, Paul Alexis Greco | 3                                        | Middle of Nowhere Hanson                                      |                                          |          |
| I’ll Be Missing You Puff Daddy feat. Faith Evans & 112 Faith Renee Evans, Gordon Matthew Sumner, Todd Gaither | 4                                        | Spice Spice Girls                                             |                                          |          |
| MMMBop Hanson Clarke Isaac Hanson, Jordan Taylor Hanson, Zachary Walker Hanson | 5                                        | Let’s Talk About Love Céline Dion                             |                                          |          |
| Men in Black Will Smith Willard C. Smith, Patrice L. Rushen, Terri McFaddin, Fred Douglas Washington Jr. | 6                                        | Tragic Kingdom No Doubt                                       |                                          |          |
| Truly, Madly, Deeply Savage Garden Daniel Jones, Darren Stanley Hayes | 7                                        | Pieces of You Jewel                                           |                                          |          |
| Don’t Speak No Doubt Gwen Renee Stefani, Eric Matthew Stefani | 8                                        | In Deep Tina Arena                                            |                                          |          |
| Breathe The Prodigy Musik: Liam Howlett; Text: Liam Howlett, Keith Flint, Keith Andrew Palmer | 9                                        | Falling into You Céline Dion                                  |                                          |          |
| Break My Stride Unique 2 Matthew Wilder, Gregory Prestopino | 10                                       | Songs from the South – The Very Best of Paul Kelly Paul Kelly |                                          |          |